# Ingeborga Dapkūnaitė
Ingeborga Dapkūnaitė (ur. 20 stycznia 1963 w Wilnie) – litewska aktorka teatralna i filmowa. Jest laureatką rosyjskiej nagrody Nika dla najlepszej aktorki w 1994, przyznawanej przez Państwową Akademię Sztuk i Nauk Kinematograficznych.

## Życiorys

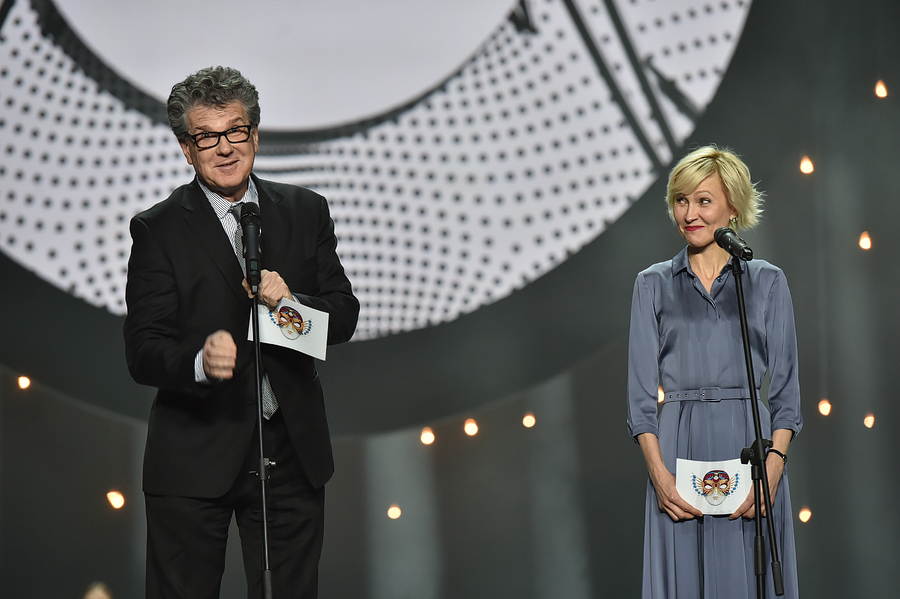
Ingeborga Dapkūnaitė, Festiwal „Złota Maska” w Moskwie, 2017

Ingeborga Dapkūnaitė urodziła się w Wilnie, jej ojciec był dyplomatą, a matka meteorologiem. Przez wiele lat rodzice pracowali w Moskwie i widywała ich tylko w święta. Opiekowali się nią dziadkowie, wujek i ciotka, muzycy w orkiestrze teatralnej. W wieku czterech lat po raz pierwszy pojawiła się na scenie w operze Madame Butterfly Giacoma Pucciniego. Mimo tak wczesnego debiutu, początkowo nie była zainteresowana aktorstwem, bardziej skłaniała się w kierunku sportu, jeździła na łyżwach i grała w koszykówkę. Ostatecznie ukończyła Litewską Akademię Teatru i Muzyki w klasie Jonasa Vaitkusa, reżysera i dyrektora Rosyjskiego Teatru Dramatycznego Litwy, w 1985 i dołączyła do Państwowego Teatru Dramatycznego w Kownie. Grała także w Teatrze Młodych w Wilnie.

## Kariera
W filmie zadebiutowała w 1985. Od 1993 mieszka i pracuje w Londynie. Ma brytyjskie obywatelstwo. Cały czas współpracuje też przy produkcjach rosyjskich zarówno kinowych, jak i telewizyjnych. W 1994 otrzymała rosyjską nagrodę Nika, przyznawaną przez Państwową Akademię Sztuk i Nauk Kinematograficznych za film Katja Ismaiłowa w reżyserii Walerego Todorowskiego. Wystąpiła w kilku produkcjach hollywoodzkich. W Mission: Impossible zagrała Hannah Williams u boku Toma Cruise’a, w Siedem lat w Tybecie wcieliła się w rolę Ingrid, żonę Heinricha Harrera, którego zagrał Brad Pitt.
Sławę przyniosła jej rola Marusi, żony Kotowa w filmie Spaleni słońcem z 1994 w reżyserii Nikity Michałkowa, dramacie ukazującym losy prominentnej sowieckiej rodziny w okresie wielkiej czystki. Film został uhonorowany Oscarem w 1995.
W 2001 zasiadała w jury podczas 23. MFF w Moskwie, a w 2003 – w sekcji „Cinéfondation” na 56. MFF w Cannes. W 2003 wcieliła się w rolę carycy Katarzyny w wielokrotnie nagradzanym miniserialu brytyjskim Nieznany książę w reżyserii Stephena Poliakoffa. W 2005 była członkiem jury konkursu głównego na 55. MFF w Berlinie oraz na MFF w Mar del Plata. W 2007 zagrała matkę Hannibala Lectera w filmie Petera Webbera Hannibal. Po drugiej stronie maski. W 2010 zasiadała w jury konkursu głównego na 67. MFF w Wenecji.
W 2015 wystąpiła w dziesięcioodcinkowym norweskim serialu Okupowani zrealizowanym według pomysłu twórcy kryminałów Jo Nesbø.

## Ambasadorka marki Longines
Od 2005 Ingeborga Dapkūnaitė jest ambasadorem marki Longines, szwajcarskiego producenta zegarków.

## 20-lecie twórczości

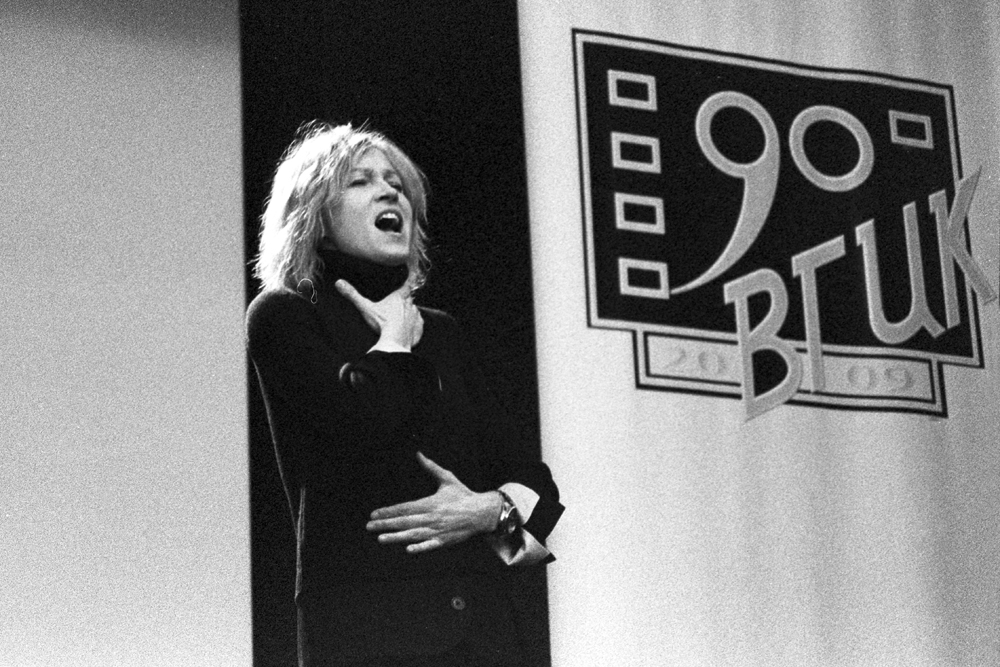
Ingeborga Dapkūnaitė, 2009

20 stycznia 2018 publiczna stacja telewizyjna Federacji Rosyjskiej, mająca największy zasięg odbiorców w Rosji Pierwyj kanał, wyemitowała film dokumentalny o Dapkūnaitė z okazji jej 20-lecia twórczości artystycznej, zatytułowany Wszystko, co o mnie napisano, nie jest prawdą (ros. Ингеборга Дапкунайте. Все, что пишут обо мне, – неправда). W dokumencie wzięli udział przyjaciele i osoby, z którymi współpracowała aktorka, m.in. dyrektor stacji telewizyjnej, która wyemitowała film, Konstantyn Ernstas, Jewgienij Mironow, Aleksiej Popogrebski, Tatjana Drubicz, Nyuta Federmesser, Walerij Todorowski, Michaił Porieczenkow, John Malkovich, Maksim Didienko i inni. Dokument miał formę dyskusji, w których zaproszeni goście zadawali aktorce pytania o jej karierę i doświadczenia życiowe. Rozmowa przeplatała się z wideoklipami z filmów i unikatowymi archiwalnymi zdjęciami aktorki.

## Życie prywatne
Ingeborga Dapkūnaitė trzykrotnie wychodziła za mąż, związana też była z serbskim reżyserem Emirem Kusturicą. Pierwszy mężem był litewski aktor Arunas Sakalauskas, drugim brytyjski reżyser Simon Stokes (1993–2010). W lutym 2013 poślubiła 12 lat młodszego rosyjskiego prawnika i biznesmena, Dmitrija Jampolskiego. W 2018 zaskoczyła swoich fanów, pokazując się z synem, dwuletnim Aleksą. Do tej pory uważano, że aktorka nie ma dzieci. Pojawiły się też spekulacje, że dziecko zostało urodzone przez surogatkę lub jest adoptowane. Pod koniec roku 2018 aktorka rozwiodła się ze swoim trzecim mężem – Dmitrijem Jampolskim.

## Filmografia

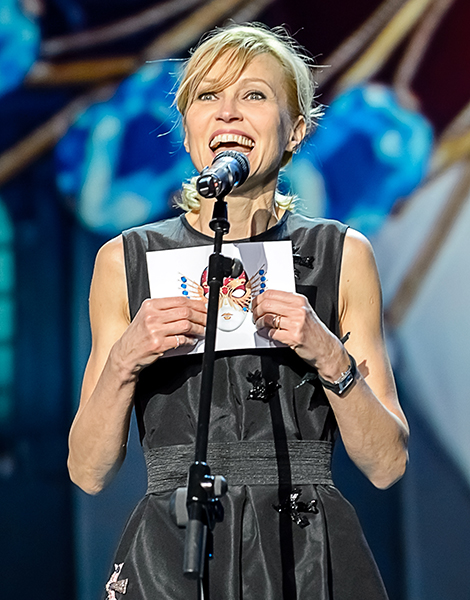
Ingeborga Dapkūnaitė, Festiwal „Złota Maska” w Moskwie 2015

Opracowano na podstawie materiałów źródłowych:

- 1984: Mano mažytė žmona
- 1987: Stieczenije obstojatielstw
- 1987: Zagadocznyj naslednik
- 1987: Savaitgalis pragare
- 1988: Trzynasty apostoł
- 1988: Osień, Czertanowo...
- 1989: Dewizówka
- 1993: Pogrzebana tajemnica
- 1993: Alaska Kid
- 1994: Spaleni słońcem
- 1994: Katja Ismaiłowa
- 1996: Mission: Impossible
- 1996: Na zabójczej ziemi
- 1996: Milczący świadek
- 1997: Siedem lat w Tybecie
- 1999: Sunburn
- 1999: Moskwa
- 1999: Sex ‘n’ Death
- 2000: Cień wampira
- 2002: Wojna
- 2002: Odinoczestwo krowi
- 2003: Pocałunek życia
- 2003: Główny podejrzany: Ostatni świadek
- 2003: Garnitur
- 2003: Nieznany książę
- 2004: 25 stopni w zimie
- 2004: Przypadki
- 2005: Nocna zmiana
- 2007: Hannibal. Po drugiej stronie maski
- 2008: Wojna uczuć
- 2008: Nowa Ziemia
- 2008: Anna Karenina
- 2008: Morfina
- 2008: Wallander
- 2009: Kryptonim Farewell
- 2009: Katia
- 2009: Wesołkowie
- 2009: Dobrowolec
- 2010: Spaleni słońcem 2
- 2010: Antalya
- 2010: Sok pomarańczowy
- 2011: Niebiesnyj sud
- 2012: 30 Beats
- 2012: Branded
- 2013: Sherlock Holmes jako pani Hudson
- 2014: Zimy ne budet
- 2014: Niebiesnyj sud. Prodołżenije
- 2014: Grigorij R
- 2014: Skoryj Moskwa-Rossija
- 2015: Okupowani
- 2016: Matylda
- 2016: Bloody Cakes
- 2017: Insomnia
- 2018: Czerwona jaskółka